# Good Girl Gone Bad Tour
The Good Girl Gone Bad Tour – druga trasa barbadoskiej piosenkarki Rihanny po Rihanna 2006 Tour w 2006 roku. Album promuje płyta Good Girl Gone Bad. Trasa rozpoczynała się 15 września 2007 roku w mieście Vancouver w Kanadzie, a kończyła 24 stycznia 2009 roku w Tokio, w Japonii. W ciągu sześciu miesięcy artystka wykonała 79 koncertów. Trasę supportowali Akon, Ciara, David Jordan, Chris Brown, Maria Jose oraz różni mniej znani artyści w Europie. Pierwotnie trasa miała się skończyć 13 lutego 2009 roku w Azji. Odwołano koncerty po 8 lutego 2009 z powodu ciężkiego stanu Rihanny, który został spowodowany pobiciem Barbadoski przez Chrisa Browna. 19 marca Rihanna odwiedziła Polskę, wystąpiła na warszawskim Torwarze. Była to druga wizyta artystki w Polsce, pierwsza miała miejsce 25 sierpnia 2007 roku na Coke Live Music Festival w Krakowie. DVD z koncertu Good Girl Gone Bad Live w Manchesterze zostało wydane 17 czerwca 2008 roku.

## O trasie

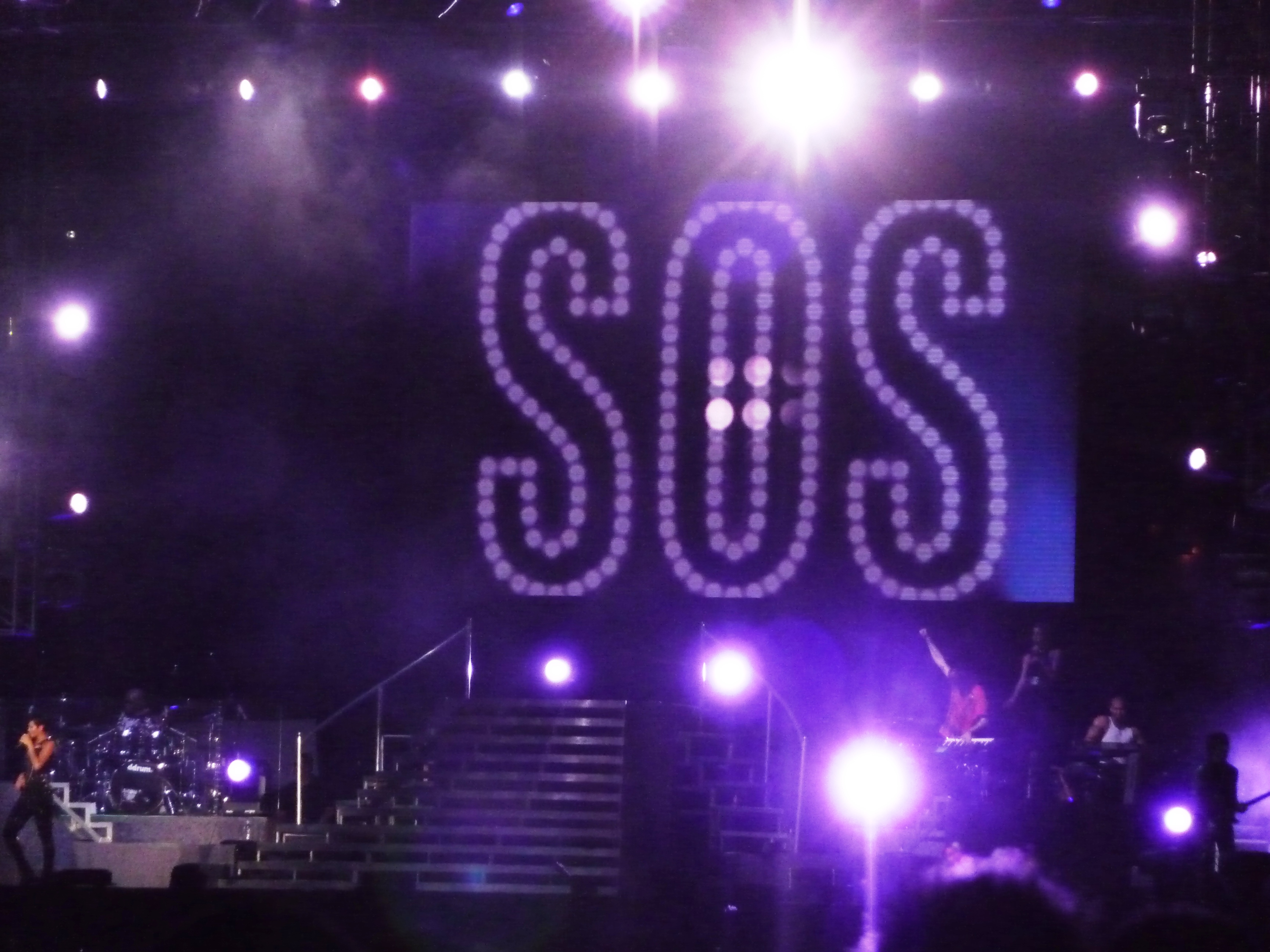
Rihanna śpiewająca S.O.S

Trasa była pierwszą trasą pod hasłem Rihanny. Przedstawiono w niej całkiem nowy wizerunek, w którym Rihanna nosiła bardzo prowokujące kostiumy ze skóry w stylu sado maso. Na koncertach było więcej ostrzejszych brzmień niż na płytach. Piosenkarka chciała być złą dziewczyną. Na scenie znajdowały się duże schody, dwa duże ekrany LCD, które pokazywały Rihannę i specjalne ujęcia. Było też sześć ekranów mniejszych, rozstawione po trzy po lewej i trzy po prawej. Na scenie znajdowały się tysiące różnokolorowych świateł. Na środku znajdował się też wielki ekran LCD, który pokazywał Robyn z bliska. Zespół grający znajdował się po obu stronach sceny, za chórkiem znajdowały się rekwizyty, które artystka wraz z tancerzami wykorzystywała podczas poszczególnych piosenek. Scena była wypełniona pirotechnicznymi gadżetami. Rihanna podczas piosenki "Disturbia" i "Unfaithful" znajdowała się w powietrzu.
Akon został wybrany jako support na koncertach w Ameryce Północnej. Ciara supportowała wszystkie koncerty w Wielkiej Brytanii w grudniu, a David Jordan w tym samym kraju w marcu. Adam Tensta dołączył do występów w Europie w marcu 2008 roku. Chris Brown i Rihanna dawali wspólne koncerty w Australii, Nowej Zelandii i na Filipinach. W Meksyku show otwierała gwiazda pop Maria Jose, która wykonała trzy swoje pierwsze single, a następnie swój nowy "No Soy Una Señora". W grudniu 2007 roku Rihanna odwołała koncerty w mieście: Nottingham, Birmingham i Bournemouth w bardzo krótkim czasie na podstawie zlecenia lekarza. Jednak koncerty w Birmingham i Nottingham ostatecznie odbyły się późniejszych dniach. 7 listopada 2008 roku w Sydney, w Australii Rihanna zbiegła ze sceny podczas wykonywania "Umbrelli" wspólnie z Chris Brownem. TMZ poinformował, że Rihanna nie czuła się dobrze z powodu braku klimatyzacji. 12 i 13 lutego 2009 roku zostały odwołane koncerty w Azji, z powodu ataku Browna na Rihannę.

## Odbiór

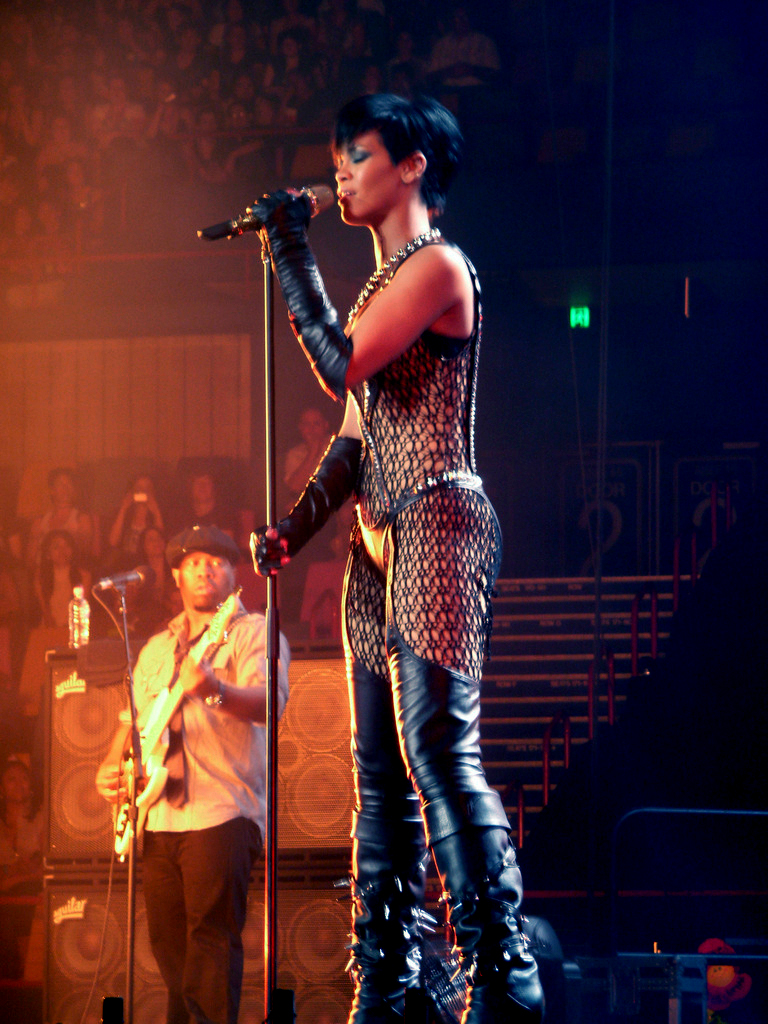
Artystka podczas koncertu w Brisbane

Mike Usinger z magazynu The Georgia Straight dał mieszaną recenzję podczas koncertu w Vancouver na GM Place, mówiąc: "urodzona na Barbadosie musi się wiele nauczyć o zajęciu się publicznością". Usinger skomentował, że "Najuprzejmiejsze, co można powiedzieć o Rihannie jest to, że pokazała pewną poprawę od ostatnich koncertów. Tak jak na początku scena już nie wydaje się być głucha". Jason Macneil z Canadian Online Explorer wydał pozytywną recenzję z koncertu w Amfiteatrze Molsona, pisząc: "Piosenkarka stworzyła dość oszałamiające wrażenie, otwarcie z "Pon de Replay" i ta seksowna, dominacja czarnej skóry." Podczas widowiska zaplanowanego na 13 lutego w Malezji, konserwatywna islamska strona Malezji zaleciła, że trasa koncertowa Rihanny powinna być zabroniona z powodu jej kusych strojów. Cheryl Leong z MTV Southeast Asia skomentowała koncert, mówiąc: "Nie cieszyłam się na koncercie. I to nie był dobry pomysł. Niemniej jednak zrobiła to, co robi najlepiej, czyli wykonała całą kolekcję singli 1# "na żywo".

## Transmisje i nagrania
24 września 2007 roku koncert z Bell Centre w Montrealu, w Kanadzie został nagrany, udostępniony online oraz transmitowany na kanale na MSN Music w 2007 roku. Nagranie szybko stało się popularne i pobiło rekordy, ponieważ było oglądane ponad milion razy w ciągu pierwszego tygodnia. Koncert Rihanny był najchętniej transmitowanym show jakiegokolwiek artysty na MSN Music w 2007 roku. Show Rihanny w Ischgl, w Austrii z 1 grudnia 2007 roku zostało nagrane i odtworzone na antenie telewizji austriackiej. Koncert był darmowy. Pokaz z Manchester Evening News Arena w Manchesterze w Anglii z 6 grudnia 2007 roku został nagrany i wydany później 17 czerwca 2008 roku, pod tytułem Good Girl Gone Bad Live. DVD zawiera również dokumentację Rihanny i jej zespołu z podróży i życia w trasie. 16 listopada 2008 roku koncert w Fort Bonifacio, w Manili na Filipinach zgromadził ponad 70 000 osób. Koncert był sponsorowany przez MTV Philippines i Globe Telecom.

## Support
- Akon (Ameryka Północna tylko)
- Kardinal Offishall (Kanada tylko)
- Ray Lavender (Londynn, Kanada)
- Kat DeLuna (Lincroft)
- Ciara (Europa, UK tylko)
- DanceX (Wybrane koncerty)
- David Jordan (Europa, UK tylko)
- Chris Brown (Oceania)
- María José (Meksyk)

## Lista utworów
| Kanada/Ameryka Północna 2007 |
| --- |
| 1. "Pon de Replay" 2. "Break It Off" (wersja solo, bez Sean Paula) 3. "Let Me" 4. "Rehab" 5. "Breakin’ Dishes" 6. "Is This Love" (Bob Marley cover) 7. "Kisses Don't Lie" 8. "Scratch" 9. "SOS" 10. "Good Girl Gone Bad" 11. "Hate That I Love You" (wersja solo, bez Ne-Yo) 12. "Unfaithful" 13. "Sell Me Candy" 14. "Don’t Stop the Music" 15. "Shut Up and Drive" 16. "Umbrella" |

| Europa 2007 |
| --- |
| 1. "Pon de Replay" 2. "Break It Off" (wersja solo, bez Sean Paula) 3. "Let Me" 4. "Rehab" 5. "Breakin’ Dishes" 6. "Is This Love" (Bob Marley cover) 7. "Kisses Don't Lie" 8. "Scratch" 9. "SOS" 10. "Good Girl Gone Bad" 11. "Hate That I Love You" (wersja solo, bez Ne-Yo) 12. "Unfaithful" 13. "Sell Me Candy" 14. "Don’t Stop the Music" 15. "Push Up On Me" 16. "Shut Up and Drive" 17. "Question Existing" 18. "Umbrella" |

| Europa 2008 |
| --- |
| 1. "Pon de Replay" 2. "Break It Off" (wersja solo, bez Sean Paula) 3. "Let Me" 4. "Rehab" 5. "Breakin’ Dishes" 6. "Scratch" 7. "SOS" 8. "Good Girl Gone Bad" 9. "Hate That I Love You" (wersja solo, bez Ne-Yo) 10. "Unfaithful" 11. "Don’t Stop the Music" 12. "Push Up On Me" 13. "Shut Up and Drive" 14. "Question Existing" 15. "Umbrella" |

| Azja/Oceania/Meksyk |
| --- |
| - Chris Brown wykonywał swoją listę piosenek oraz utwory razem z Rihanną. - Maria Jose wykonała cztery piosenki przed Rihanną. 1. Intro/"Disturbia (zawiera sample z "Sweet Dreams (Are Made of This) oraz fragmenty z "Seven Nation Army" 2. "Breakin’ Dishes" 3. "Break It Off" (wersja solo, bez Sean Paul) 4. "Let Me" 5. "Rehab" 6. Medley — - "Pon de Replay" - "Paper Planes" (M.I.A. cover) - "Doo Wop (That Thing)" (Lauryn Hill cover, pominięty w medleyu na niektórych koncertach) - "Live Your Life" (wersja solo, bez T.I., pominięty w medleyu na niektórych koncertach)) 7. Scratch 8. "SOS" 9. "Good Girl Gone Bad" 10. "Hate That I Love You" (wersja solo, bez Ne-Yo/ w Meksyku wspólnie z Rihanną piosenkę wykonał David Bisbal) 11. "Unfaithful" 12. "Don’t Stop the Music" 13. "Push Up On Me" 14. "Shut Up and Drive" 15. "Take a Bow" 16. "Umbrella" (Cinderella remix z Chrisem Brownem na niektórych koncertach) 17. Outro |

## Daty koncertów
| Ameryka Północna     |                            |                   |                                                        |
| 15 września 2007     | Vancouver                  | Kanada            | Rogers Arena                                           |
| 17 września 2007     | Grande Prairie             | Kanada            | Canada Games Arena                                     |
| 18 września 2007     | Calgary                    | Kanada            | Stampede Corral                                        |
| 19 września 2007     | Saskatoon                  | Kanada            | Credit Union Centre                                    |
| 22 września 2007     | Toronto                    | Kanada            | Molson Amphitheatre                                    |
| 23 września 2007     | London                     | Kanada            | John Labatt Centre                                     |
| 24 września 2007     | Montreal                   | Kanada            | Bell Centre                                            |
| 25 września 2007     | Québec                     | Kanada            | Pavillon de la Jeunesse                                |
| 27 września 2007     | Moncton                    | Kanada            | Moncton Coliseum                                       |
| 28 września 2007     | Saint John                 | Kanada            | Harbour Station                                        |
| 30 września 2007     | Halifax                    | Kanada            | Halifax Metro Centre                                   |
| 2 października 2007  | Arlington                  | Stany Zjednoczone | Texas Hall                                             |
| 5 października 2007  | Rochester                  | Stany Zjednoczone | Rochester Institute of Technology                      |
| 11 października 2007 | Nowy Jork                  | Stany Zjednoczone | Nokia Theatre Times Square                             |
| 13 października 2007 | Lincroft, New Jersey       | Stany Zjednoczone | Brookdale Community College                            |
| 18 października 2007 | State College, Pensylwania | Stany Zjednoczone | Bryce Jordan Center                                    |
| 19 października 2007 | Filadelfia                 | Stany Zjednoczone | Wells Fargo Center                                     |
| 20 października 2007 | Phoenix                    | Stany Zjednoczone | Arizona Veterans Memorial Coliseum                     |
| 23 października 2007 | Los Angeles                | Stany Zjednoczone | House of Blues                                         |
| Europa               |                            |                   |                                                        |
| 11 listopada 2007    | Paryż                      | Francja           | Le Zénith                                              |
| 13 listopada 2007    | Paryż                      | Francja           | Le Zénith                                              |
| 14 listopada 2007    | Bazylea                    | Szwajcaria        | St. Jakobshalle                                        |
| 20 listopada 2007    | Kolonia                    | Niemcy            | Palladium                                              |
| 21 listopada 2007    | Amsterdam                  | Holandia          | Heineken Music Hall                                    |
| 22 listopada 2007    | Bruksela                   | Belgia            | Forest National                                        |
| 23 listopada 2007    | Frankfurt nad Menem        | Niemcy            | Jahrhunderthalle                                       |
| 24 listopada 2007    | Belgrad                    | Serbia            | Belgradzka Arena                                       |
| 26 listopada 2007    | Berlin                     | Niemcy            | Columbiahalle                                          |
| 27 listopada 2007    | Bratysława                 | Słowacja          | Sibamac Arena                                          |
| 30 listopada 2007    | Sofia                      | Bułgaria          | Prince Alexander of Battenberg Square                  |
| 1 grudnia 2007       | Ischgl                     | Austria           | Ischgl                                                 |
| 2 grudnia 2007       | Dublin                     | Irlandia          | Royal Dublin Society                                   |
| 3 grudnia 2007       | Belfast                    | Wielka Brytania   | Odyssey                                                |
| 6 grudnia 2007       | Manchester                 | Wielka Brytania   | Manchester Evening News Arena                          |
| 7 grudnia 2007       | Sheffield                  | Wielka Brytania   | Sheffield Arena                                        |
| 13 grudnia 2007      | Newcastle upon Tyne        | Wielka Brytania   | Metro Radio Arena                                      |
| 14 grudnia 2008      | Glasgow                    | Wielka Brytania   | Scottish Exhibition and Conference Centre              |
| 16 grudnia 2007      | Londyn                     | Wielka Brytania   | Wembley Arena                                          |
| 17 grudnia 2007      | Brighton                   | Wielka Brytania   | The Brighton Centre                                    |
| 18 grudnia 2007      | Birmingham                 | Wielka Brytania   | National Exhibition Centre                             |
| 19 grudnia 2007      | Cardiff                    | Wielka Brytania   | Cardiff International Arena                            |
| 20 grudnia 2007      | Nottingham                 | Wielka Brytania   | National Ice Centre                                    |
| 26 lutego 2008       | Dublin                     | Irlandia          | RDS Simmonscourt                                       |
| 27 lutego 2008       | Dublin                     | Irlandia          | RDS Simmonscourt                                       |
| 2 marca 2008         | Belfast                    | Wielka Brytania   | Odyssey Arena                                          |
| 3 marca 2008         | Aberdeen                   | Wielka Brytania   | Aberdeen Exhibition and Conference Centre              |
| 5 marca 2008         | Liverpool                  | Wielka Brytania   | Echo Arena                                             |
| 6 marca 2008         | Bournemouth                | Wielka Brytania   | Bournemouth International Centre                       |
| 7 marca 2008         | Londyn                     | Wielka Brytania   | The O2 Arena                                           |
| 10 marca 2008        | Kopenhaga                  | Dania             | Ballerup Super Arena                                   |
| 12 marca 2008        | Sztokholm                  | Szwecja           | Hovet                                                  |
| 14 marca 2008        | Helsinki                   | Finlandia         | Hartwall Areena                                        |
| 16 marca 2008        | Tallin                     | Estonia           | Saku Suurhall                                          |
| 17 marca 2008        | Ryga                       | Łotwa             | Arēna Rīga                                             |
| 19 marca 2008        | Warszawa                   | Polska            | Hala Torwar                                            |
| 20 marca 2008        | Praga                      | Czechy            | T-Mobile Arena                                         |
| 22 marca 2008        | Düsseldorf                 | Niemcy            | Philipshalle                                           |
| 23 marca 2008        | Moskwa                     | Rosja             | Olympic Stadium                                        |
| Japonia              |                            |                   |                                                        |
| 5 kwietnia 2008      | Tokio                      | Japonia           | Makuhari Messe                                         |
| Ameryka Północna     |                            |                   |                                                        |
| 4 lipca 2008         | Nowy Orlean                | Stany Zjednoczone | Louisiana Superdome                                    |
| Afryka               |                            |                   |                                                        |
| 12 lipca 2008        | Casablanca                 | Maroko            | Stade Mohamed V (Jej największy koncert podczas trasy) |
| Oceania              |                            |                   |                                                        |
| 27 października 2008 | Auckland                   | Nowa Zelandia     | Vector Arena                                           |
| 28 października 2008 | Auckland                   | Nowa Zelandia     | Vector Arena                                           |
| 29 października 2008 | Wellington                 | Nowa Zelandia     | TSB Bank Arena                                         |
| 31 października 2008 | Brisbane                   | Australia         | Brisbane Entertainment Centre                          |
| 1 listopada 2008     | Brisbane                   | Australia         | Brisbane Entertainment Centre                          |
| 3 listopada 2008     | Adelaide                   | Australia         | Adelaide Entertainment Centre                          |
| 4 listopada 2008     | Melbourne                  | Australia         | Rod Laver Arena                                        |
| 5 listopada 2008     | Melbourne                  | Australia         | Rod Laver Arena                                        |
| 7 listopada 2008     | Sydney                     | Australia         | Acer Arena                                             |
| 8 listopada 2008     | Sydney                     | Australia         | Acer Arena                                             |
| 9 listopada 2008     | Sydney                     | Australia         | Acer Arena                                             |
| 11 listopada 2008    | Perth                      | Australia         | Burswood Dome                                          |
| Azja                 |                            |                   |                                                        |
| 13 listopada 2008    | Singapur                   | Singapur          | Singapore Indoor Stadium                               |
| 16 listopada 2008    | Manila                     | Filipiny          | The Fort Bonifacio Open Field                          |
| Ameryka Północna     |                            |                   |                                                        |
| 22 stycznia 2009     | Monterrey                  | Meksyk            | Monterrey Arena                                        |
| 24 stycznia 2009     | Meksyk                     | Meksyk            | Palacio de los Deportes                                |

1. ↑  Ten koncert jest częścią Beat Bash.
2. ↑  Ten koncert jest częścią Power House Concert 2007.
3. ↑  Ten koncert jest częścią Open Season.
4. ↑  Ten pokaz jest częścią Essence Music Festival 2008.

### Zmienione daty koncertów i koncerty odwołane
- 4 grudnia 2007 – Bournemouth – Bournemouth International Centre – koncert ten odbył się 6 marca 2008 roku.
- 8 grudnia 2007 – Nottingham – Nottingham Arena – koncert ten odbył się 20 grudnia 2007 roku.
- 10 grudnia 2007 – Birmingham – National Exhibition Centre – koncert ten odbył się 18 grudnia 2007 roku.
- 21 grudnia 2007 – Moskwa, Olympic Stadium koncert ten odbył się 23 marca 2008 roku.
- 14 listopada 2008 – Dżakarta, Gelora Bung Karno Stadium
- 19 lutego 2009 – Kuala Lumpur, National Stadium Bukit Jalil

## Sprzedaż biletów (świat)
| Miejsce                                 | Miasto          | Sprzedaż biletów / Sprzedaż procentowa | Dochód      |
| --------------------------------------- | --------------- | -------------------------------------- | ----------- |
| Credit Union Centre                     | Saskatoon       | 6,997 / 7,282 (96%)                    | $289,319    |
| Molson Amphitheatre                     | Toronto         | 8,337 / 8,337 (100%)                   | $416,759    |
| Centre Bell                             | Montreal        | 10,427 / 10,427 (100%)                 | $634,982    |
| Pavilion de la Jeuness                  | Québec          | 4,885 / 4,885 (100%)                   | $280,977    |
| Moncton Coliseum                        | Moncton         | 5,512 / 5,512 (100%)                   | $298,782    |
| Harbour Station                         | St. John        | 4,829 / 4,829 (100%)                   | $262,515    |
| Halifax Metro Centre                    | Halifax         | 7,259 / 7,259 (100%)                   | $362,981    |
| Bryce Jordan Center                     | University Park | 6,984 / 10,400 (67%)                   | $174,550    |
| Evening News Arena                      | Manchester      | 14,060 / 14,060 (100%)                 | $549,746    |
| Sheffield Arena                         | Sheffield       | 9,889 / 11,369 (87%)                   | $386,660    |
| Metro Radio Arena                       | Newcastle       | 9,562 / 9,673 (99%)                    | $373,874    |
| Scottish Exhibition & Conference Centre | Glasgow         | 9,108 / 9,108 (100%)                   | $356,123    |
| Wembley Arena                           | London          | 10,932 / 10,932 (100%)                 | $427,441    |
| The Brighton Centre                     | Brighton        | 3,762 / 3,762 (100%)                   | $147,094    |
| National Indoor Arena                   | Birmingham      | 9,962 / 10,420 (96%)                   | $389,514    |
| Cardiff International Arena             | Cardiff         | 4,813 / 4,813 (100%)                   | $188,188    |
| Trent FM Arena                          | Nottingham      | 7,518 / 7,527 (99%)                    | $293,954    |
| Odyssey Arena                           | Belfast         | 11,654 / 13,846 (84%)                  | $455,671    |
| Aberdeen Press & Journal Arena          | Aberdeen        | 4,617 / 4,617 (100%)                   | $180,525    |
| Echo Arena                              | Liverpool       | 9,630 / 9,630 (100%)                   | $370,043    |
| Bournemouth International Centre        | Bournemouth     | 6,500 / 6,500 (100%)                   | $254,150    |
| O2 Arena                                | London          | 13,570 / 16,100 (84%)                  | $530,587    |
| Vector Arena                            | Auckland        | 19,757 / 23,928 (83%)                  | $1,333,763  |
| TSB Bank Arena                          | Wellington      | 5,538 / 5,763 (96%)                    | $388,267    |
| Brisbane Entertainment Centre           | Brisbane        | 21,488 / 25,106 (86%)                  | $1,804,122  |
| Adelaide Entertainment Centre           | Adelaide        | 9,082 / 9,494 (96%)                    | $692,589    |
| Rod Laver Arena                         | Melbourne Park  | 26,399 / 33,344 (79%)                  | $2,227,337  |
| Burswood Dome                           | Perth           | 18,784 / 19,924 (94%)                  | $1,527,256  |
| Stade Mohammed V                        | Casablanca      | 100,000 / 100,000 (100%)               |             |
|                                         | Łącznie         | 381,855 / 408,847 (91%)                | $15,597,769 |

## Personel
Producenci
- Anthony Randall (kierownik produkcji)
- JP Firmin (menedżer trasy)
- Mark Dawson (ochrona)
- Fankie Fuccile (menedżer sceny)
- Alex MacLeod (inżynier trasy)
- Dave Berrera (obsługa sceny)
- Alex Skowron (główny oświetleniowiec)
- TJ Thompson (montażysta)
- Simon James (asysta)
- David Kirkwood (inżynier wnętrza)
- Richard Galercki (inżynier monitoringu)
- Elizabeth Springer (garderoba)

Zespół
- Rihanna (główny wokal)
- Kevin Hastings (klawisze)
- Eric Smith (gitara basowa)
- David Haddon (perkusja)
- Adam Ross (gitara prowadząca)
- Richard Fortus (gitara od września 2008-lutego 2009)
- Ashleigh Haney (wokal wspierający)
- Erica King (wokal wspierający)

Tancerze
- Victoria Parsons (kapitan)
- Rachel Markarian
- Bryan Tanaka
- Julius Law

Styliści
- Ursula Stephen (włosy)
- Mylah Morales (make-up)
- Lysa Cooper (stylista)
- Mariel Haenn (stylista)
- Hollywood (stylista)